# Saturn-Award-Verleihung 2011
Die 37. Saturn-Award-Verleihung fand am 23. Juni 2011 statt. Erfolgreichste Produktion mit fünf Auszeichnungen wurde Inception.

## Nominierungen und Gewinner

### Film
| Kategorie                               | Preisträger                                 | Film                         | Nominierungen |
| --------------------------------------- | ------------------------------------------- | ---------------------------- | --- |
| Bester Science-Fiction-Film             |                                             | Inception                    | Hereafter – Das Leben danach Iron Man 2 Alles, was wir geben mussten Splice – Das Genexperiment Tron: Legacy |
| Bester Horrorfilm/Thriller              |                                             | Let Me In                    | Black Swan Kick-Ass Shutter Island The American Wolfman |
| Bester Fantasyfilm                      |                                             | Alice im Wunderland          | Die Chroniken von Narnia: Die Reise auf der Morgenröte Eclipse – Bis(s) zum Abendrot Kampf der Titanen Harry Potter und die Heiligtümer des Todes – Teil 1 Scott Pilgrim gegen den Rest der Welt |
| Bester Action-/Adventure-/Thriller-Film |                                             | Salt                         | R.E.D. – Älter, Härter, Besser Robin Hood The Expendables The Green Hornet True Grit Unstoppable – Außer Kontrolle |
| Bester internationaler Film             |                                             | Monsters                     | Centurion Metropolis Mother Rare Exports Verblendung |
| Bester Animationsfilm                   |                                             | Toy Story 3                  | Die Legende der Wächter Drachenzähmen leicht gemacht Für immer Shrek Ich – Einfach unverbesserlich Rapunzel – Neu verföhnt |
| Beste Regie                             | Christopher Nolan                           | Inception                    | David Yates für Harry Potter und die Heiligtümer des Todes – Teil 1 Darren Aronofsky für Black Swan Matt Reeves für Let Me In Clint Eastwood für Hereafter – Das Leben danach Martin Scorsese für Shutter Island |
| Bestes Drehbuch                         | Christopher Nolan                           | Inception                    | Matt Reeves für Let Me In Michael Arndt für Toy Story 3 Peter Morgan für Hereafter – Das Leben danach John J. McLaughlin, Mark Heyman & Andres Heinz für Black Swan Alex Garland für Alles, was wir geben mussten |
| Beste Spezialeffekte                    | Andrew Lockley Chris Corbould Paul Franklin | Inception                    | Ben Snow, Daniel Sudick, Janek Sirrs & Ged Wright für Iron Man 2 Tom C. Peitzman, Ken Ralston, David Schaub & Carey Villegas für Alice im Wunderland Eric Barba, Karl Denham, Steve Preeg & Nikos Kalaitzidis für Tron: Legacy Nicolas Aithadi, Christian Manz, John Richardson & Tim Burke für Harry Potter und die Heiligtümer des Todes – Teil 1 Barrie Helmsley & Angus Bickerton für Die Chroniken von Narnia: Die Reise auf der Morgenröte |
| Beste Musik                             | Hans Zimmer                                 | Inception                    | John Powell für Drachenzähmen leicht gemacht Michael Giacchino für Let Me In Clint Eastwood für Hereafter – Das Leben danach Daft Punk für Tron: Legacy Gottfried Huppertz für Metropolis |
| Beste Ausstattung                       | Darren Gilford                              | Tron: Legacy                 | Dante Ferretti für Shutter Island Robert Stromberg für Alice im Wunderland Kathy Altieri für Drachenzähmen leicht gemacht Guy Hendrix Dyas für Inception Rick Heinrichs für Wolfman |
| Bestes Kostüm                           | Colleen Atwood                              | Alice im Wunderland          | Janty Yates für Robin Hood Milena Canonero für Wolfman Isis Mussenden für Die Chroniken von Narnia: Die Reise auf der Morgenröte Michael Wilkinson für Tron: Legacy Jany Temime für Harry Potter und die Heiligtümer des Todes – Teil 1 |
| Bestes Make-Up                          | Rick Baker Dave Elsey                       | Wolfman                      | Gregory Nicotero & Howard Berger für Splice – Das Genexperiment Amanda Knight, Nick Dudman & Mark Coulier (Warner Bros.) für Harry Potter und die Heiligtümer des Todes – Teil 1 Andy Clement, Jennifer McDaniel & Tarra D. Day für Let Me In Donald Mowat & Andy Clement für Repo Men Lindsay MacGowan & Shane Mahan für Alice im Wunderland |
| Bester Hauptdarsteller                  | Jeff Bridges                                | Tron: Legacy                 | Leonardo DiCaprio für Inception Leonardo DiCaprio für Shutter Island George Clooney für The American Robert Downey Jr. für Iron Man 2 Ryan Reynolds für Buried – Lebend begraben |
| Beste Hauptdarstellerin                 | Natalie Portman                             | Black Swan                   | Cécile de France für Hereafter – Das Leben danach Angelina Jolie für Salt Carey Mulligan für Alles, was wir geben mussten Noomi Rapace für Verblendung Elliot Page für Inception |
| Bester Nebendarsteller                  | Andrew Garfield                             | Alles, was wir geben mussten | Garrett Hedlund für Tron: Legacy John Malkovich für R.E.D. – Älter, Härter, Besser Mark Ruffalo für Shutter Island Christian Bale für The Fighter Tom Hardy für Inception |
| Beste Nebendarstellerin                 | Mila Kunis                                  | Black Swan                   | Helen Mirren für R.E.D. – Älter, Härter, Besser Vanessa Redgrave für Briefe an Julia Keira Knightley für Alles, was wir geben mussten Jacki Weaver für Königreich des Verbrechens Scarlett Johansson für Iron Man 2 |
| Bester Nachwuchsschauspieler            | Chloë Moretz                                | Let Me In                    | Logan Lerman für Percy Jackson – Diebe im Olymp Frankie McLaren & George McLaren für Hereafter – Das Leben danach Kodi Smit-McPhee für Let Me In Will Poulter für Die Chroniken von Narnia: Die Reise auf der Morgenröte Hailee Steinfeld für True Grit Charlie Tahan für Wie durch ein Wunder |

### Fernsehen
| Kategorie                             | Preisträger                      | Film                                           | Nominierungen |
| ------------------------------------- | -------------------------------- | ---------------------------------------------- | --- |
| Beste Fernsehpräsentation             |                                  | The Walking Dead                               | Doctor Who: A Christmas Carol Kung Fu Panda Holiday Special Die Säulen der Erde Sherlock Spartacus: Gods of the Arena                                                                   |
| Beste Network-Fernsehserie            |                                  | Fringe – Grenzfälle des FBI                    | Lost Smallville Supernatural V – Die Besucher Vampire Diaries |
| Beste Syndication-/Kabel-Fernsehserie |                                  | Breaking Bad                                   | The Closer Dexter Eureka – Die geheime Stadt Leverage Spartacus True Blood |
| Bester TV-Hauptdarsteller             | Stephen Moyer                    | True Blood                                     | Bryan Cranston für Breaking Bad Matthew Fox für Lost Michael C. Hall für Dexter Timothy Hutton für Leverage Andrew Lincoln für The Walking Dead                                         |
| Beste TV-Hauptdarstellerin            | Anna Torv                        | Fringe – Grenzfälle des FBI                    | Sarah Wayne Callies für The Walking Dead Erica Durance für Smallville Elizabeth Mitchell für V – Die Besucher Anna Paquin für True Blood Kyra Sedgwick für The Closer                   |
| Bester TV-Nebendarsteller             | John Noble                       | Fringe – Grenzfälle des FBI                    | Michael Emerson für Lost Dean Norris für Breaking Bad Terry O’Quinn für Lost Aaron Paul für Breaking Bad Lance Reddick für Fringe – Grenzfälle des FBI Steven Yeun für The Walking Dead |
| Beste TV-Nebendarstellerin            | Lucy Lawless                     | Spartacus                                      | Morena Baccarin für V – Die Besucher Gina Bellman für Leverage Jennifer Carpenter für Dexter Laurie Holden für The Walking Dead Beth Riesgraf für Leverage                              |
| Bester TV-Gastdarsteller              | Richard Dreyfuss Joe Manganiello | Weeds – Kleine Deals unter Nachbarn True Blood | Giancarlo Esposito für Breaking Bad Noah Emmerich für The Walking Dead John Terry für Lost Seth Gabel für Fringe – Grenzfälle des FBI                                                   |

### Homevideo
| Kategorie                                        | Preisträger | Film                                                                  | Nominierungen |
| ------------------------------------------------ | ----------- | --------------------------------------------------------------------- | --- |
| Beste DVD-Veröffentlichung                       |             | Never Sleep Again: The Elm Street Legacy                              | Spurlos – Die Entführung der Alice Creed Ghettogangz 2 – Ultimatum Ein gutes Herz The New Daughter The Square                                                                                                   |
| Beste DVD-Veröffentlichung eines Klassikers      |             | Metropolis (für die restaurierte Komplettversion)                     | Cronos Der Exorzist (für den Extended Director’s Cut) King Kong und die weiße Frau Pandora und der Fliegende Holländer (für die Deluxe Edition) Psycho (für die 50th Anniversary Edition)                       |
| Beste DVD-Veröffentlichung einer Special-Edition |             | Avatar – Aufbruch nach Pandora (für die Extended Collector’s Edition) | Monsters (für die Special Edition) Red Cliff (für die International Edition) Robin Hood (für den Unrated Director’s Cut) Salt (für die Deluxe Unrated Edition) Wolfman (für den Unrated Director’s Cut)         |
| Beste DVD-Veröffentlichung einer Fernsehserie    |             | Twilight Zone (für Staffel 1–2)                                       | Lost (für Staffel 6) Der Sechs-Millionen-Dollar-Mann (für die komplette Serie) Mondbasis Alpha 1 (für Staffel 1) Thriller (für die komplette Serie) Die Seaview – In geheimer Mission (für Staffel 4, Volume 2) |
| Beste DVD-Kollektion                             |             | Back to the Future 25th Anniversary Trilogy                           | Clint Eastwood 35 Films 35 Years at Warner Bros. Fantomas: Five Film Collection Film Noir Classic Collection, Volume 5 Vengeance Trilogy                                                                        |

### Ehrenpreise
| Kategorie                 | Preisträger                  | Film | Nominierungen |
| ------------------------- | ---------------------------- | ---- | ------------- |
| George Pal Memorial Award | Frank Darabont               |      |               |
| Life Career Award         | Michael Biehn Bert I. Gordon |      |               |
| Visionary Award           | Kevin Feige                  |      |               |